# 묑스테르
묑스테르(프랑스어: Munster, 독일어: Münster im Elsass 뮌스터임엘자스[*])는 프랑스 북동부 그랑테스트의 오랭주에 위치한 코뮌이다. 콜마르에서 서쪽으로 약 15km 거리의 보주산맥에 위치했다. 7세기 경의 수도원에서 이름이 붙여졌으며, 묑스테르 치즈로 유명하다.

## 같이 보기
- 묑스테르 치즈